# ليزلي هاريس
ليزلي هاريس (20 يوليو 1915 في المملكة المتحدة - 28 أكتوبر 1985 في المملكة المتحدة)  (بالإنجليزية: Leslie Harris)‏ هو لاعب كريكت بريطاني وبريطاني (وحمل سابقاً جنسية المملكة المتحدة لبريطانيا العظمى وأيرلندا).